# Чаманан, Криангсак
Криангсак Чаманан (тайск. เกรียงศักดิ์ ชมะนันทน์; 17 декабря 1917, Самутсакхон — 23 декабря 2003, Бангкок) — премьер-министр Таиланда с 1977 по 1980 год.

## Биография
Профессиональный военный. Боролся против французов во франко-тайской войне и против коммунистов в Корейской войне и во Вьетнамской войне. В 1977 году, как Верховный главнокомандующий тайской армии, он организовал успешный государственный переворот против премьер-министра Танина Краивичьена.
Получил признание за то, что он разрядил продолжительный коммунистический мятеж в северном Таиланде. Предположительно, он позволил Китайской Народной Республике отправлять солдат (Красные кхмеры) в Камбоджу. Однако, это отрицается тайским правительством.
В марте 1979 года стал первым главой правительства Таиланда, посетившим СССР.
Добровольно сдал полномочия Прему Тинсуланону в феврале 1980 года.